# Roumare
Roumare település Franciaországban, Seine-Maritime megyében. Lakosainak száma 1561 fő (2022. január 1.). Roumare Barentin, Hénouville, Pissy-Pôville, Saint-Jean-du-Cardonnay, Saint-Pierre-de-Varengeville és La Vaupalière községekkel határos.

## Népesség
A település népessége az elmúlt években az alábbi módon változott:
| Lakosok száma | 1428 | 1416 | 1436 | 1508 | 1527 | 1524 | 1536 | 1549 | 1561 |
|               | 2013 | 2015 | 2016 | 2017 | 2018 | 2019 | 2020 | 2021 | 2022 |